# Denso Kasius
Denso Kasius (* 6. Oktober 2002 in Delft) ist ein niederländischer Fußballspieler.

## Karriere

### Verein
Kasius begann seine Karriere beim DHC Delft. Zur Saison 2011/12 wechselte er zu Sparta Rotterdam, ab der Saison 2013/14 spielte er für den Stadtrivalen Feyenoord Rotterdam. Zur Saison 2017/18 schloss er sich ADO Den Haag an. Zur Saison 2018/19 kam er in die Jugend des FC Utrecht. Im November 2019 stand er erstmals im Kader der Reserve Utrechts. Sein Debüt für diese gab er anschließend im Januar 2020 in der Eerste Divisie. Dies blieb bis zum COVID-bedingten Saisonabbruch 2019/20 allerdings sein einziger Zweitligaeinsatz. In der Saison 2020/21 kam er zu sechs Einsätzen für Utrecht II, ehe er im Januar 2021 innerhalb der zweiten Liga an den FC Volendam verliehen wurde. Für Volendam absolvierte er bis Saisonende 14 Partien.
In der Saison 2021/22 kam Kasius zu 21 Einsätzen, in denen er fünf Tore erzielte, ehe die Leihe im Januar 2022 vorzeitig beendet wurde und er fest zum italienischen Erstligisten FC Bologna wechselte. Für Bologna kam er bis Saisonende siebenmal in der Serie A zum Zug. Nach weiteren sieben Einsätzen in der Saison 2022/23 wurde der Außenverteidiger im Januar 2023 an den österreichischen Bundesligisten SK Rapid Wien verliehen. Für Rapid kam er bis zum Ende der Leihe zu zehn Einsätzen in der Bundesliga.
Nach dem Ende der Leihe kehrte er aber nicht mehr nach Bologna zurück, sondern wechselte zur Saison 2023/24 zurück in die Niederlande zu AZ Alkmaar.

### Nationalmannschaft
Kasius spielte im April 2018 einmal für die niederländische U-16-Auswahl. Im Juni 2022 debütierte er im U-21-Team.